# True Detective
True Detective es una serie de televisión estadounidense de antología dramática de género policíaco creada y escrita por Nic Pizzolatto. La serie es transmitida por la red de cable prémium HBO en los Estados Unidos; cada temporada de la serie está estructurada como una narrativa independiente, empleando nuevos conjuntos de actores y siguiendo varios conjuntos de personajes y escenarios.
La primera temporada, emitida en 2014, es protagonizada por Matthew McConaughey, Woody Harrelson, Michelle Monaghan, Michael Potts y Tory Kittles. Tiene lugar en Luisiana y sigue a un par de detectives de la Policía Estatal de Luisiana y su búsqueda de un asesino en serie con vínculos ocultos durante un período de 17 años. 
La segunda temporada, estrenada en 2015, la protagonizan Colin Farrell, Rachel McAdams, Taylor Kitsch, Kelly Reilly y Vince Vaughn. Está ambientada en California y se centra en tres detectives de tres jurisdicciones policiales que cooperan con un criminal convertido en empresario mientras investigan una serie de crímenes que creen que están relacionados con el asesinato de un político corrupto.   
La tercera temporada, estrenada en 2019, está protagonizada por Mahershala Ali, Carmen Ejogo y Stephen Dorff. Tiene lugar en los Ozarks durante tres períodos de tiempo mientras un par de detectives de la Policía Estatal de Arkansas investigan un crimen macabro que involucra a dos niños desaparecidos. 
La cuarta temporada, estrenada en 2024, es titulada True Detective: Night Country y es protagonizada por Jodie Foster, Kali Reis, John Hawkes y Fiona Shaw. Tiene lugar en Alaska y sigue la investigación sobre la repentina desaparición de un equipo de ocho hombres de una estación de investigación. Issa López se desempeñó como showrunner, además de escribir y dirigir toda la temporada, y produjo la serie junto a Barry Jenkins. Es la primera temporada en que Pizzolatto no es ni escritor ni showrunner. 
La serie se estrenó en Estados Unidos y América Latina el 12 de enero de 2014 por HBO. En España se estrenó al día siguiente, el 13 de enero de 2014, en Canal+ Series y el 14 de mayo de 2015 en La Sexta. La segunda temporada fue estrenada el 21 de junio de 2015 en los Estados Unidos y América Latina por HBO; y simultáneamente fue estrenada en España por Canal+ Series, el 22 de junio de madrugada (por la diferencia horaria). En enero de 2019 se estrenó la tercera temporada de la serie. La cuarta temporada tuvo su estreno el 14 de enero de 2024.
La primera temporada recibió elogios de la crítica y obtuvo altos índices de audiencia para HBO. Fue nominada y ganó numerosos premios y otros elogios, principalmente por su actuación, cinematografía, escritura y dirección. La recepción de la segunda temporada estuvo más dividida, aunque el programa mantuvo una alta audiencia para HBO. La tercera temporada recibió críticas positivas, pero vio una caída en la audiencia. La cuarta temporada recibió críticas mixtas y alcanzó un récord de 12.7 millones de espectadores, y fue renovada por HBO para una quinta temporada.

## Argumento
La serie sigue un formato de antología: cada temporada cuenta una historia diferente con un elenco de personajes distintos.

### Primera temporada
En la primera temporada, se cuenta mediante varias líneas de tiempo la historia de la caza durante diecisiete años de un asesino en serie por una pareja de detectives en la planicie costera del sur del estado de Luisiana.
En el año 1995, los detectives Martin Hart (Woody Harrelson) y Rustin "Rust" Cohle (Matthew McConaughey), de la División de Investigaciones Criminales de la Policía Estatal de Luisiana, son enviados a investigar el asesinato de una mujer después de que el sheriff de la policía local de la Parroquia de Vermilion solicitase la ayuda de la policía estatal por ser las circunstancias del crimen especiales. Al llegar a la escena del crimen (a las afueras de la pequeña ciudad de Erath), los detectives se encuentran con un asesinato ligado a rituales y elementos de brujería y que podría ser obra de un asesino en serie. La mujer se encuentra desnuda, atada de pies y manos, con unos cuernos de venado en su cabeza, en medio de una plantación de caña de azúcar. Ante la alarma social la policía destina importantes recursos a la investigación y la pareja de detectives formada por Hart y Cohle encabezan el grupo especial de investigaciones, concentrando sus esfuerzos en el mundo de la prostitución callejera en las carreteras al descubrir que la víctima era prostituta. Pero escudriñando en el pasado pronto descubren una conexión con la desaparición de una niña unos años antes, confirmando que es obra de un asesino en serie.
La oscura historia mezcla la investigación de los terribles y morbosos crímenes del perturbado asesino con el drama de la vida personal de los detectives, y explota las diferencias entre ellos; Hart es un padre de familia, cristiano, conservador y realista (aunque también un marido infiel que no puede controlar sus impulsos sexuales), muy bien adaptado a la idiosincrasia de los pobladores de esa región rural de Luisiana. En cambio Cohle, recién llegado del estado de Texas (donde también trabajó de policía), es un hombre solitario, raro, de personalidad oscura y pesimista, arrastra una depresión por la muerte de su hija, cree que la existencia humana es un desperdicio y con su ateísmo y su filosofía nihilista ofende la mentalidad religiosa de los pobladores de la zona. Aunque ambos detectives se admiren y respeten profesionalmente, tienen una relación personal más bien distante y compleja; aunque con el paso de los años se hace más cercana y contradictoria.
La serie discurre en dos líneas temporales paralelas; en la actualidad de Hart y Cohle (año 2012), ya retirados de la policía estatal, son interrogados (por separado) por los detectives Maynard Gilbough (Michael Potts) y Thomas Papania (Tory Kittles) que investigan unos crímenes idénticos a los perpetrados en el pasado por el asesino que persiguieron Hart y Cohle y que supuestamente podrían ser obra de un imitador, aunque se verá que los detectives tienen una agenda oculta en relación con Cohle. A medida que conversan con ellos, Cohle y Hart reviven los acontecimientos del pasado que comenzaron en 1995 y se prolongaron hasta el 2002, y las escenas que conforman esa segunda línea temporal ocupan la mayor parte de la serie.
La intrincada investigación de Cohle y Hart va dejando al descubierto la implicación en los crímenes de peligrosos delincuentes marginales, de una misteriosa secta que utiliza a Jesús como reclamo pero cuyos rituales tienen más que ver con la brujería (santería y vudú) y el satanismo, de una popular iglesia cristiana evangélica en la que se han producido delitos de pederastia en el pasado (encubiertos) y que está encabezada por un rico y poderoso pastor ligado a las altas esferas del poder político de Luisiana, y sobre todo las referencias a un enigmático "The Yellow King" ("El Rey Amarillo") que parece ser el sádico cerebro detrás de los crímenes y de un misterioso lugar llamado "Carcosa" donde al parecer se cometen los crímenes, y que por tanto son las claves para resolver el tortuoso caso. Además Hart y Cohle tienen fundadas razones para pensar que poderosos intereses mueven los hilos para sabotear la investigación.
En la etapa final de la temporada Cohle y Hart unen fuerzas después de muchos años sin verse para finalmente resolver el caso que cambió el curso de sus vidas y detener al monstruo que han perseguido durante 17 años. El final de la temporada se centró en la obtención de algo de paz interior por parte de Cohle y Hart al cerrar el círculo vital que fue la caza del asesino, pese a quedar sin responder varias interrogantes del caso.

### Segunda temporada
La trama de la segunda temporada gira en torno a varios personajes principales: Raymond "Ray" Velcoro (Colin Farrell) es un detective del Departamento de Policía de la Ciudad de Vinci (la policía local de Vinci, una ciudad ficticia de California que el autor Pizzolatto creó basándose en la pequeña localidad real de Vernon, que tiene una larga historia de corrupción en su política local). En su pasado, cuando trabajaba como agente del Departamento del Sheriff del Condado de Los Ángeles (una de las agencias de policía local con jurisdicción en el Condado de Los Ángeles), Velcoro fue víctima de una tragedia familiar a causa de un crimen violento que marcó su vida y que además lo convirtió en deudor de un mafioso, Frank Semyon (Vince Vaughn), para el que trabaja desde entonces haciendo trabajos sucios como policía corrupto. Ahora con su vida personal hundida, divorciado y luchando por conservar la patria potestad de su único hijo, Velcoro busca refugio en la bebida y las drogas mientras parece estar llegando a un punto de quiebre. En cambio la suerte parece sonreírle al mafioso para el que trabaja ocasionalmente Velcoro, Frank Semyon, que es uno de los principales "empresarios" que está a punto de beneficiarse de un proyecto de decenas de miles de millones de dólares para construir un tren de alta velocidad para unir el norte y el sur del estado de California; un proyecto financiado por varios gobiernos locales, el gobierno estatal de California y el gobierno federal estadounidense, y que además motivara el desarrollo de nuevas zonas comerciales adyacentes al trazado de la línea ferroviaria, y Semyon está a punto de cerrar un acuerdo para comprar varios de los lotes de terrenos donde se van a desarrollar esas zonas comerciales (que evidentemente se van a revalorizar). Con ese acuerdo de negocios Semyon espera retirarse definitivamente del mundo del crimen, limpiar su expediente y legalizar su patrimonio para que sus futuros descendientes formen parte de las familias respetadas de la alta sociedad californiana; en su empeño Semyon cuenta con la valiosa ayuda de su madura, hermosa y refinada esposa Jordan Semyon (Kelly Reilly).
Pero las cosas para Semyon empiezan a complicarse cuando en la prensa aparecen reportajes de investigación sobre los esquemas de corrupción en todas las estructuras de poder de la Ciudad de Vinci, y simultáneamente desaparece Ben Caspere, que es el Gerente de la Ciudad de Vinci (en algunas ciudades de Estados Unidos el cargo de Gerente o Administrador de la ciudad, City Manager, es el segundo cargo ejecutivo más importante del gobierno municipal o ayuntamiento después del de Alcalde, y tiene algunas atribuciones o competencias que en otros lugares corresponden al Alcalde). Caspere es un personaje clave en la negociación del acuerdo de negocios que beneficiaría a Semyon; y Velcoro es encargado de la investigación de su desaparición por las autoridades corruptas de Vinci ansiosas de evitar que el hecho pueda destapar sus actos ilícitos. Muy pronto Velcoro descubre indicios de que Caspere aparentemente ha sido secuestrado.
Paralelamente, Antigone "Ani" Bezzerides (Rachel McAdams), una detective de la Oficina del Sheriff de Ventura (una agencia de policía local con jurisdicción en una parte del Condado de Ventura, en el Sur de California), tiene que lidiar con sus propios demonios. Arrastrando los recuerdos de una infancia problemática marcada por un suceso trágico y viviendo relaciones tormentosas y difíciles con su padre, Eliot Bezzerides (David Morse), y su hermana, Athena Bezzerides (Leven Rambin), Ani tiene además problemas de adicción al alcohol, al juego y al sexo promiscuo; su trabajo de policía es casi lo único que da sentido a su vida, y se dedica a él con eficiencia y entrega.
Otro policía atormentado por su vida personal es Paul Woodrugh (Taylor Kitsch), un agente patrullero de la Patrulla de Caminos de California (un cuerpo de policía de tráfico encargado de vigilar las autopistas y carreteras del estado de California y dependiente del gobierno estatal californiano); Woodrugh es un veterano de guerra que está gravemente traumatizado por sus experiencias en la guerra y sobre todo por su incapacidad para aceptar su verdadera orientación sexual. Paul tiene tendencias suicidas, y su relación con su novia Emily (Adria Arjona) está en crisis. Solamente obtiene algo de paz cuando patrulla las autopistas sobre su motocicleta.
La vida de todos los protagonistas se cruza una noche cuando Woodrugh, estando fuera de servicio, encuentra por casualidad el cuerpo del gerente Ben Caspere en una zona de descanso al borde de una autopista. Tras descubrir que el funcionario municipal ha sido asesinado, Woodrugh llama al 911. Es entonces cuando son convocados al lugar Velcoro, como encargado de la investigación de su desaparición, y Ani, por estar el lugar de aparición del cuerpo dentro de los límites de su jurisdicción. 
Entonces se produce un conflicto por la jurisdicción en el caso entre la ciudad de Vinci, el Condado de Ventura y el gobierno estatal de California; después de negociaciones entre representantes de las tres administraciones se decide constituir un equipo policial especial tripartito, que estaría dirigido por Ani como jefa, Velcoro como segundo al mando y Woodrugh como investigador del Estado. Sin embargo, el asesinato no será el auténtico objetivo fundamental de los miembros de ese equipo. Woodrugh recibe instrucciones secretas de sus superiores que le señalan que su misión principal será usar la investigación del asesinato como excusa para recabar pruebas contra el corrupto gobierno municipal de Vinci, ya que a nivel estatal se ha puesto en marcha una investigación para acabar con los esquemas de corrupción en la ciudad y encarcelar a sus responsables, y el propio gobernador del estado está interesado en que esa investigación tenga éxito. Por su parte Ani recibe de sus superiores instrucciones parecidas pero con menos énfasis, dejándole mayor margen para investigar el asesinato en si; pero además le advierten que no confíe en Velcoro porque es un policía corrupto. Y por su lado Velcoro recibe órdenes de las autoridades corruptas de Vinci, especialmente del alcalde Austin Chessani (Ritchie Coster), para que se concentre en encubrir los delitos de corrupción en los que estaban involucrados junto con el difunto, al precio que sea, incluso sabotear la investigación del asesinato de ser necesario. Mientras tanto el mafioso Semyon, que enfrenta la ruina como resultado del asesinato de su "socio" Caspere, presiona a Velcoro para que encuentre al asesino y se lo comunique a él; pero paralelamente, al desconfiar de la capacidad de Velcoro, decide emprender por su cuenta la caza del asesino con sus métodos mafiosos. Será el comienzo aparente de un intricado caso donde se mezclan oscuros intereses.
A medida que avanzan en la investigación los detectives encuentran vínculos del crimen con una trama de corrupción urbanística, presuntos delitos medioambientales, una red de trata de blancas (tráfico de mujeres con fines de prostitución y/o explotación sexual) que organiza suntuosas "fiestas", orgías con políticos y empresarios poderosos del estado como beneficiarios de los favores sexuales; una trama de extorsión a personajes poderosos con vídeos sexuales por parte de la misma red de trata de blancas, y un misterioso robo de diamantes que incluyó un sangriento asesinato doble muchos años antes.
En el final de temporada los personajes principales se enfrentan a una situación límite, cuando su confrontación con los poderes corruptos detrás de los numerosos crímenes revelados por el asesinato de Caspere ponga en peligro sus propias vidas; desesperados algunos de ellos se verán forzados a planear su huida del país, para buscar refugio en la ciudad de Barquisimeto, Venezuela. Pero hasta el final se mantiene la incógnita de sí todos conseguirán salvarse y derrotar a sus poderosos perseguidores.

### Tercera temporada
La tercera temporada narra su historia a través de varias líneas de tiempo.
En el año 1980 en una pequeña localidad muy pobre situada en la parte de la región de Los Ozarks que pertenece al Estado de Arkansas, un par de hermanos, un niño y una niña, ambos en su temprana adolescencia, desaparecen. Después de salir de su casa en bicicletas para supuestamente visitar a un amigo, con permiso de su padre, no regresan y el padre desesperado denuncia a la policía la desaparición.
Inmediatamente la policía local pide ayuda a la Policía Estatal de Arkansas, y los detectives de la policía estatal que estaban de servicio y se hallaban más cercanos al lugar de la desaparición en ese momento, son enviados para encargarse del caso. 
Se trata de Wayne Hays (Mahershala Ali), un afroestadounidense, y su compañero Roland West (Stephen Dorff), un hombre blanco. 
Al hacerse cargo del caso, ambos descubren que la familia de los adolescentes es una familia disfuncional, en la que los padres, aunque viven bajo el mismo techo están separados de hecho. La madre Lucy Purcell (Mamie Gummer) es una mujer trabajadora pero aparentemente entregada al alcohol y la promiscuidad, y el padre Tom Purcell (Scoot McNairy) es un humilde obrero y un hombre con una personalidad débil. Debido a los graves problemas y las tensiones dentro de la familia los detectives al principio piensan que eso puede ser la causa de la desaparición, pero no descartan nada, y pronto se dan cuenta de que la desaparición es mucho más inquietante y compleja.
A medida que pasan los días el caso se va haciendo más complejo e intrincado, con muchos sospechosos, personajes siniestros de oscuros antecedentes. Cuando el detective Wayne Hays descubre el cuerpo del niño en un bosque y se confirma que ha sido asesinado, el caso da un vuelco perturbador. Alrededor del chico se descubren señales de aparentes rituales de magia o brujería llevados a cabo por el asesino o asesinos. 
Mientras tanto la niña permanece desaparecida, por lo que la Policía Estatal y el FBI conjuntamente siguen buscándola al tratarse de un posible caso de secuestro.
En el curso de la investigación el detective Hays va creando una relación muy cercana con Amelia Reardon (Carmen Ejogo) una maestra de la escuela donde estudiaban los niños desaparecidos y que colabora con la investigación, mostrando un fuerte interés en el caso.
En otra línea de tiempo, en el año 1990, el detective Wayne Hays es convocado a un interrogatorio por dos fiscales estatales de Arkansas, Alan Jones (Jon Tenney) y Jim Dobkins (Josh Hopkins), respecto al caso de los niños Purcell, ocurrido diez años antes. El detective Hays se muestra intranquilo al no entender por qué se plantean reabrir el caso habiendo una persona (difunta) identificada y señalada por la policía y la justicia como el autor de los hechos. Después de alguna reticencia los fiscales le confiesan que se ha encontrado una evidencia aparentemente irrefutable de que la niña desaparecida, Julie Purcell, sigue con vida, lo que causa una gran conmoción en Hays ya que eso desmontaría todo el resultado de su investigación y le perturba emocionalmente.
En ese año 1990 Hays es un detective que ha sido apartado desde hace mucho tiempo de los casos graves (al parecer por complicaciones en el caso Purcell que lo enfrentaron a sus superiores) y está casado con la antigua maestra de los niños Purcell, Amelia Reardon, con quien tiene dos hijos, un niño y una niña. Su esposa se ha convertido en escritora y en ese año está a punto de publicar un libro de investigación sobre el caso Purcell, un libro que evidentemente se ve afectado por la novedad de que Julie Purcell está viva. 
Cuando el antiguo compañero de Hays, Roland West (ahora un alto cargo de la Policía Estatal), es encargado de dirigir un equipo para investigar el caso reabierto, le propone a Hays que se incorpore al equipo. Hays acepta a pesar de que considera que el caso Purcell es una sombra siniestra que lo atormenta. Al mismo tiempo Hays colabora con su esposa mientras ella investiga por su cuenta, obsesionada con el caso.
En la tercera línea de tiempo, en la actualidad, un Hays anciano y jubilado es entrevistado durante varias jornadas por la reportera Elisa Montgomery (Sarah Gadon) para un programa de televisión especializado en crímenes famosos. Motivado por eso, Hays intenta por última vez en su vida descubrir la verdad sobre el caso Purcell y así hallar la paz, luchando contra una enfermedad degenerativa que le está haciendo perder la memoria y sus capacidades mentales.

### Cuarta temporada
En la remota ciudad ficticia de Ennis, Alaska, 8 científicos que trabajaban en la Estación de Investigación Tsalal desaparecen, mientras que se encuentra la lengua de una mujer en la escena del crimen. La jefe de policía local Liz Danvers (Jodie Foster) deduce que la lengua perteneció a una mujer nativa. La policía Evangeline Navarro (Kali Reis) piensa que la víctima podría ser Annie Kowtok (Nivi Pedersen), una mujer Iñupiaq que fue asesinada y mutilada por protestar en contra de una mina local y cuyo caso permaneció sin resolver por 6 años. Danvers descubre evidencia fotográfica de una relación entre Annie con Raymond Clark (Owen McDonnell), uno de los científicos desaparecidos, y regresa a Tsalal, donde encuentra a Navarro realizando su propia investigación. Ambas discuten sobre el caso de Annie hasta que son llamadas a un lago congelado por Rose Aguineau (Fiona Shaw), una mujer que vive a las afueras de la ciudad. Aguineau les revela el descubrimiento de los cadáveres desnudos de los investigadores, congelados en una sola pieza, con su ropa cuidadosamente doblada sobre la nieve.

## Episodios
| Temporada | Temporada | Episodios | Episodios | Emisión original    | Emisión original      |
| Temporada | Temporada | Episodios | Episodios | Primera emisión     | Última emisión        |
| --------- | --------- | --------- | --------- | ------------------- | --------------------- |
|           | 1         | 8         | 8         | 12 de enero de 2014 | 9 de marzo de 2014    |
|           | 2         | 8         | 8         | 21 de junio de 2015 | 9 de agosto de 2015   |
|           | 3         | 8         | 8         | 13 de enero de 2019 | 24 de febrero de 2019 |
|           | 4         | 6         | 6         | 14 de enero de 2024 | 25 de febrero de 2024 |

## Elenco

### Temporada 1

#### Principal
| Actor               | Personaje                   | Descripción |
| ------------------- | --------------------------- | --- |
| Woody Harrelson     | Martin Eric "Marty" Hart    | Un veterano detective de la División de Investigaciones Criminales de la Policía Estatal de Luisiana.                                                   |
| Matthew McConaughey | Rustin Spencer "Rust" Cohle | Detective de la Policía Estatal de Luisiana, recién llegado de Texas (al comenzar la historia) donde también trabajaba de policía, y compañero de Hart. |
| Michelle Monaghan   | Maggie Hart                 | Esposa de Martin Hart |
| Michael Potts       | Detective Maynard Gilbough  | |
| Tory Kittles        | Detective Thomas Papania    | |

#### Secundario
| Actor              | Personaje                  | Descripción |
| ------------------ | -------------------------- | --- |
| Kevin Dunn         | Mayor Ken Quesada          | Jefe directo de Hart y Cohle en la policía estatal |
| Alexandra Daddario | Lisa Tragnetti             | Amante de Hart |
| Brighton Sharbino  | Maisie Hart                | |
| Elizabeth Reaser   | Laurie Spencer             | Novia de Cohle |
| Jay O. Sanders     | Reverendo Billy Lee Tuttle | El jefe de una popular iglesia cristiana evangélica y miembro de la rica y poderosa familia Tuttle; su primo Eddie Tuttle (que nunca aparece en persona en la serie) era el gobernador de Luisiana al comienzo de la investigación de los asesinatos y 17 años después senador de Luisiana en el Senado de los Estados Unidos. |
| Shea Whigham       | Joel Theriot               | |
| Michael Harney     | Steve Geraci               | Un ex-policía local que trabaja como detective de la policía estatal y colabora con Hart y Cohle en los inicios de la investigación, y muchos años después, ya como sheriff de la policía local de la Parroquia de Iberia, se convierte en una pieza importante para resolver el caso.                                         |

### Temporada 2

#### Principal
| Actor          | Personaje                 | Descripción |
| -------------- | ------------------------- | --- |
| Colin Farrell  | Raymond "Ray" Velcoro     | Un detective del Departamento de Policía de la Ciudad de Vinci (una ciudad ficticia ideada para la serie y por tanto un ficticio cuerpo de policía local). |
| Rachel McAdams | Antigone "Ani" Bezzerides | Una detective de la Oficina del Sheriff de Ventura. |
| Taylor Kitsch  | Paul Woodrugh             | Un agente patrullero de la Patrulla de Caminos de California y antiguo mercenario a sueldo de una empresa militar privada.                                 |
| Vince Vaughn   | Frank Semyon              | El jefe de la mafia local de la pequeña localidad de Vinci.                                                                                                |
| Kelly Reilly   | Jordan Semyon             | La esposa del mafioso Frank Semyon |

#### Secundario
| Actor             | Personaje             | Descripción |
| ----------------- | --------------------- | --- |
| Ritchie Coster    | Austin Chessani       | El corrupto alcalde de Vinci, y heredero de una pequeña dinastía política que fundó Vinci y la ha gobernado desde entonces. |
| Adria Arjona      | Emily                 | Novia de Paul Woodrugh |
| Lolita Davidovich | Cynthia Woodrugh      | Madre de Paul Woodrugh y antigua bailarina de estriptis. |
| Afemo Omilami     | Jefe Holloway         | Jefe del Departamento de Policía de Vinci. |
| James Frain       | Teniente Kevin Burris | Jefe directo de Ray Velcoro en la policía de Vinci y lugarteniente del jefe Holloway. |
| David Morse       | Eliot Bezzerides      | Padre de Ani Bezzerides y gurú de un grupo espiritual inspirado en el new age (y un hippie en su pasado). |
| Christopher Baker | Blake Churchman       | Hombre de confianza de Frank Semyon y recogido por éste de la calle años antes. |
| Leven Rambin      | Athena Bezzerides     | Hermana de Ani e hija de Eliot, una actriz de pornografía en Internet y bohemia pintora aficionada. |
| Abigail Spencer   | Gena Brune            | Exesposa de Ray Velcoro y madre de su hijo, en el pasado fue víctima de un brutal crimen que marcó su vida y la de Velcoro. |
| Fred Ward         | Eddie Velcoro         | Padre de Ray Velcoro y policía jubilado. |
| Vinicius Machado  | Tony Chessani         | Hijo del alcalde Austin Chessani y uno de los dirigentes de una red de prostitución de lujo. |
| Emily Rios        | Betty Chessani        | Hija del alcalde Chessani y hermana de Tony. |
| Agnes Olech       | Veronica Chessani     | Ex-prostituta de lujo y esposa del alcalde Chessani. |
| Jon Lindstrom     | Jacob McCandless      | Un corrupto y poderoso empresario inmobiliario con negocios con la mafia. |
| Timothy V. Murphy | Osip Agronov          | Un mafioso judío ruso. |
| Yara Martínez     | Felicia               | Propietaria latina de un pequeño bar que tiene vínculos de amistad con Frank Semyon y Ray Velcoro. |
| Michael Hyatt     | Katherine Davis       | Una fiscal estatal del Departamento de Justicia de California (Ministerio Público del estado de California); una funcionaria honesta empeñada en combatir la corrupción en Vinci y en las altas esferas del poder de California. |

### Temporada 3

#### Principal
| Actor          | Personaje      | Descripción                                      |
| -------------- | -------------- | ------------------------------------------------ |
| Mahershala Ali | Wayne Hays     | Policía estatal del noroeste de Arkansas.        |
| Stephen Dorff  | Roland West    | Detective y compañero de Wayne.                  |
| Carmen Ejogo   | Amelia Reardon | Maestra de escuela, escritora y esposa de Wayne. |
| Scoot McNairy  | Tom Purcell    | Padre de los niños desaparecidos.                |

#### Secundarios
| Actor            | Personaje        | Descripción                      |
| ---------------- | ---------------- | -------------------------------- |
| Mamie Gummer     | Lucy Purcell     | Madre de los niños desaparecidos |
| Ray Fisher       | Henry Hays       | Hijo de Wayne                    |
| Sarah Gadon      | Elisa Montgomery | Periodista                       |
| Brett Cullen     | Gerald Kindt     | Fiscal del distrito              |
| Michael Greyeyes | Brett Woodard    | Exmilitar                        |

### Temporada 4

#### Principal
| Actor                 | Personaje            | Descripción              |
| --------------------- | -------------------- | ------------------------ |
| Jodie Foster          | Jefe Liz Danvers     |                          |
| Kali Reis             | Evangeline Navarro   | Agente de policía        |
| Finn Bennett          | Peter Prior          | Policía                  |
| Fiona Shaw            | Rose Aguineau        |                          |
| Isabella Star LaBlanc | Leah Danvers         | Hija adoptiva de Danvers |
| John Hawkes           | Capitán Hank Prior   |                          |
| Christopher Eccleston | Capitán Ted Connelly |                          |

#### Secundarios
| Actor             | Personaje        | Descripción |
| ----------------- | ---------------- | ----------- |
| Anna Lambe        | Kayla Malee      |             |
| Dervla Kirwan     | Kate McKitterick |             |
| Aka Niviana       | Julia Navarro    |             |
| Joel D. Montgrand | Eddie Qavvik     |             |
| Owen McDonnell    | Raymond Clark    |             |
| Erlin Eliasson    | Travis Cohle     |             |

## Producción
En abril de 2012, la cadena HBO encargó la serie con un pedido de ocho episodios. La serie fue creada por Nic Pizzolatto (un conocido novelista que además fue el escritor de dos episodios de la serie The Killing), que escribió todos los episodios, mientras que todos los episodios de la primera temporada están dirigidos por Cary Fukunaga (famoso por ser el director de la última versión cinematográfica de Jane Eyre), ambos también sirven como productores ejecutivos. La primera temporada está ambientada a lo largo de la planicie costera del sur de Luisiana, donde también fue filmada.
La producción de la segunda temporada se puso en marcha apenas terminó la primera, y unos meses después, el 22 de septiembre de 2014 el actor irlandés Colin Farrell confirmó que había sido contratado para uno de los personajes protagonistas de esta segunda temporada, revelando además que en ella se contará la historia del asesinato de un personaje influyente de una ciudad corrupta y de cómo tres detectives de diferentes ciudades deberán investigar el crimen; y posteriormente se anunció que el actor estadounidense Vince Vaughn tendría otro de los personajes, el de Frank Semyon, un criminal que corre el peligro de perder su imperio cuando ve cómo su intento de limpiar su expediente se ve oscurecido por un asesinato.
Unos días después de esos anuncios, el 26 de septiembre, HBO anunció que la actriz canadiense Rachel McAdams sería la protagonista femenina de la segunda temporada de True Detective, interpretando el personaje de Ani Bezzerides, la sheriff de la policía local de un pueblo, que tiene un misterioso pasado y problemas de adicción al alcohol y al juego. También se conoció un poco más de la trama de la segunda temporada, como que el asesinato que investigan los tres detectives ocurre en un pequeño pueblo de California; y que el personaje de Colin Farrell (que se llamaría Ray Velcoro) es el de un policía atrapado entre el cumplimiento del deber y sus jefes corruptos y una deuda personal con un mafioso. Además se dio a conocer que el director de cine taiwanés Justin Lin (que dirigió tres de las películas de la saga Fast & Furious) dirigiría los dos primeros episodios de la nueva temporada. También se había rumoreado que la víctima es asesinado justo cuando está a punto de cerrar un acuerdo multimillonario relacionado con la red de transportes de California y que en su cuerpo aparecen símbolos ocultistas grabados en la piel; y el creador y escritor de la serie Nic Pizzolatto aumentó el suspenso y el interés al dejar caer que la nueva temporada podría guardar relación con “algunas teorías conspirativas que resultan muy interesantes si, como yo, estás leyendo todo lo que hay disponible sobre la política en el sur de California durante los últimos 40 años”.
El 24 de noviembre de 2014 se anunciaron otros nuevos fichajes para el elenco actoral de la segunda temporada, entre ellos el actor y modelo canadiense Taylor Kitsch en el personaje del policía Paul Woodrugh, que como veterano de guerra tiene un pasado complicado por verse implicado en un escándalo que nunca ocurrió. También la actriz inglesa Kelly Reilly interpretando a Jordan Semyon, la esposa del mafioso Frank Semyon. Entre otros fichajes están las actrices puertorriqueñas Adria Arjona (la hija de Ricardo Arjona) y Yara Martínez interpretando papeles secundarios.
El 9 de abril de 2015 se liberó en internet el primer tráiler de la segunda temporada y se anunció además que el estreno de la temporada en los Estados Unidos y América Latina sería el día 21 de junio. También se conoció más información de la trama de la temporada como que la víctima del asesinato cuya investigación es el centro de la historia es un personaje llamado Ben Caspere, que es Gerente de la Ciudad de Vinci y que el centro del asunto será una conspiración que involucrará a altos cargos del gobierno, estafas, compras ilegales de terrenos y la construcción de un tren de alta velocidad para unir el norte y el sur del estado de California.

## Premios y nominaciones
| Año  | Premio                                | Categoría                                                                                     | Destinatario                                                | Resultado |
| ---- | ------------------------------------- | --------------------------------------------------------------------------------------------- | ----------------------------------------------------------- | --------- |
| 2014 | Television Critics Association Awards | Logros sobresalientes en películas, Miniseries y especiales                                   | Logros sobresalientes en películas, Miniseries y especiales | Ganadora  |
| 2014 | Television Critics Association Awards | Logros individuales en Drama                                                                  | Matthew McConaughey                                         | Ganador   |
| 2014 | Television Critics Association Awards | Programa del año                                                                              | Programa del año                                            | Nominada  |
| 2014 | Television Critics Association Awards | Nuevo programa destacado                                                                      | Nuevo programa destacado                                    | Nominada  |
| 2014 | SXSW Film Festival                    | Excelencia en el diseño de título                                                             | Patrick Clair                                               | Ganador   |
| 2014 | SXSW Film Festival                    | Excelencia en el diseño de título 2                                                           | Patrick Clair                                               | Ganador   |
| 2014 | Critics Choice Television Awards      | Mejor actor en serie drama                                                                    | Matthew McConaughey                                         | Ganador   |
| 2014 | Critics Choice Television Awards      | Mejor serie drama                                                                             | Mejor serie drama                                           | Nominada  |
| 2014 | Premios Emmy                          | Dirección de arte excepcional para una serie de fantasía o una de contemporáneo (solo cámara) | Alex DiGerlando                                             | Nominado  |
| 2014 | Premios Emmy                          | Mejor actor - Serie dramática                                                                 | Matthew McConaughey                                         | Nominado  |
| 2014 | Premios Emmy                          | Mejor actor - Serie dramática                                                                 | Woody Harrelson                                             | Nominado  |
| 2014 | Premios Emmy                          | Mejor serie dramática                                                                         | Mejor serie dramática                                       | Nominada  |
| 2014 | Premios Emmy                          | Mejor dirección - Serie dramática                                                             | Cary Fukunaga Episodio: "Who Goes There"                    | Ganadora  |
| 2014 | Premios Emmy                          | Mejor guion - Serie dramática                                                                 | Nic Pizzolatto Episodio: "The Secret Fate of All Life"      | Nominada  |
| 2014 | Premios Emmy                          | Casting excepcional para una serie de Drama                                                   | Casting excepcional para una serie de Drama                 | Ganadora  |